# Людольф Анне Ян Вілт Слоет ван де Бееле
Людольф Анне Ян Вілт, барон Слоет ван де Бееле (нід. Ludolph Anne Jan Wilt Sloet van de Beele; 28 березня 1806 — 10 грудня 1890) — сорок сьомий генерал-губернатор Голландської Ост-Індії.
Людольф ван де Бееле вивчап право в Утрехтському університеті. Отримав докторський ступінь в 1830 році. Брав участь в Десятиденній кампанії разом зі своїм братом, Бартоломеусом Слоетом тот Олдхуїсом. Був адвокатом і прокурором в Зютфені, президентом наглядової ради залізниці, з 1861 по 1866 роки генерал-губернатором Ост-Індії. Дотримувався ліберальних поглядів, був так званим "торбековцем"- послідовником Йогана Торбеке. Займався історичними дослідженнями, написав низку праць. Його син Йохан Юліус Сігізмунд Слоет був істориком.